# Norges marinförsvar
Norges marinförsvar (norska: Sjøforsvaret) är den försvarsgrenarna i Norges försvarsmakt som utgör dess örlogsflotta samt är utformad för annan verksamhet till havs och i kustområdena.
Framför fartygens namn sätts prefixet KNM för att visa att de tillhör Norges örlogsflotta, KNM står för Kongelig Norsk Marine som var det ursprungliga namnet på det Sjøforsvaret, anledningen till namnbytet var flottans och kustartilleriets sammanslagning under en ledning.

## Organisation

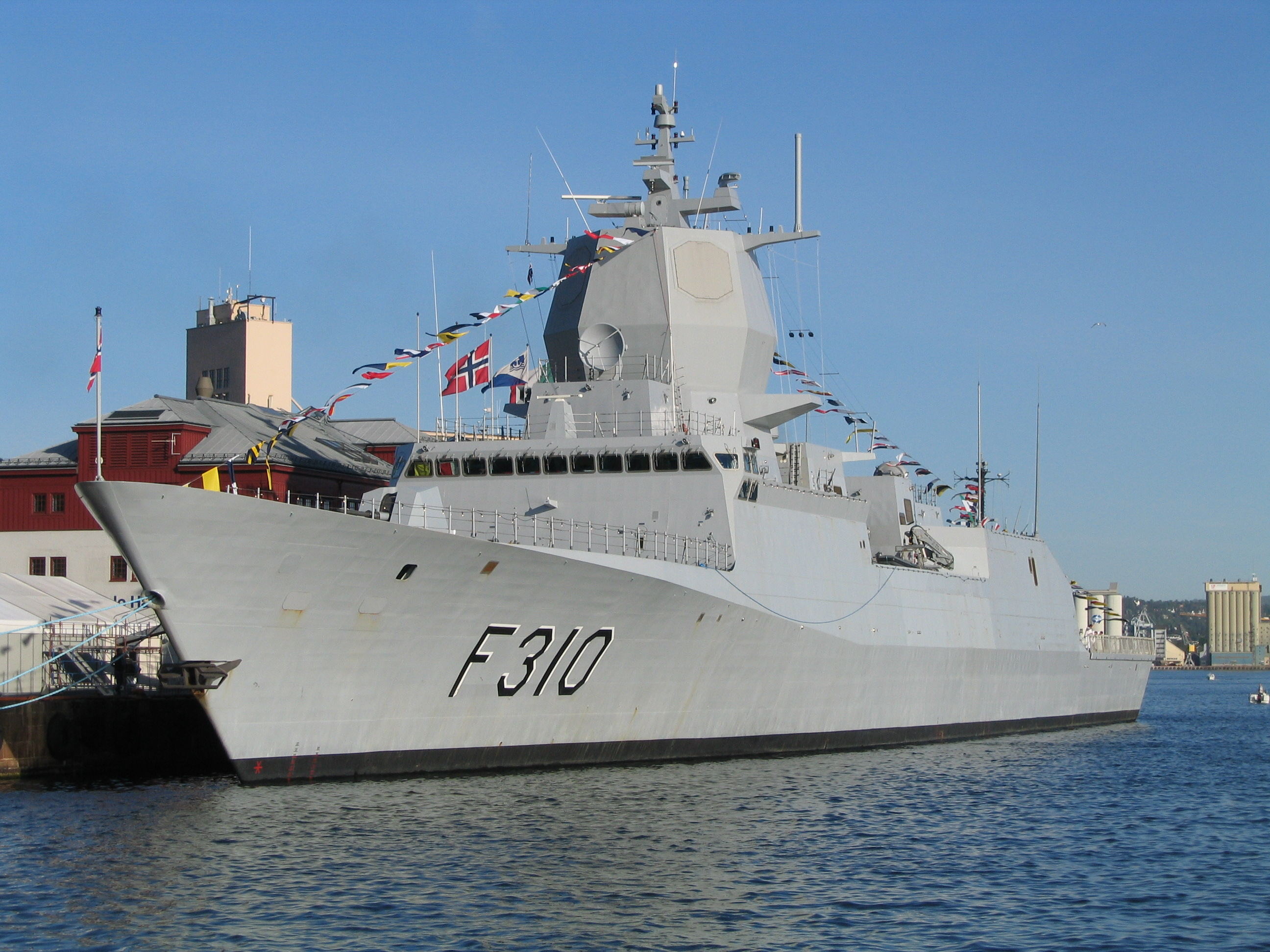

Den norska marinen bestod före den stora omorganiseringen kring 2000 av tre vapenslag, flottan, kustartilleriet och kustbevakningen. I krigstid ingick även sjöhemvärnet. Nu består den av tre huvudavdelningar, marinen, marinens skolor och kustbevakningen.
- Marinen
  - Fregattvapnet
  - Ubåtsvapnet
  - MTB-vapnet
  - Minvapnet
  - Marinens jägarvapen
  - Logistikvapnet (logistik på köl)
  - Marinens sjukvårdstjänst
  - Kommendanturen vid Vardøhus fästning

- Marinens skolor 
  - KNM Harald Haarfagre
  - KNM Tordenskjold
  - Marinens befälsskola
  - Sjökrigsskolan
  - Kommendanturen vid Bergenhus fästning

- Kustbevakningen

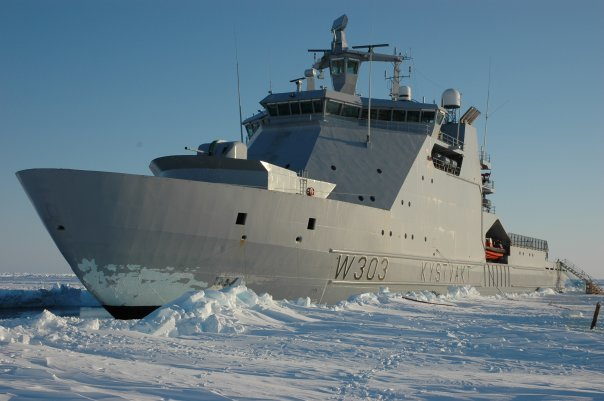
Det norska kustbevakningsfartyget KV Svalbard 2007

Den norska kustbevakningen, Kystvakten, är en av den norska marinens tre huvudavdelningar. Den upprättades 1977 när Norge etablerade en 200 nautiska mils ekonomisk zon. Samtidigt blev den tidigare fiskeriinspektionen nedlagd. Kystvaktens huvuduppgifter är att upprätthålla den nationella suveräniteten i de norska farvattnen, fiskeriinspektion, tullbevakning, miljötillsyn, anloppskontroll och sjöräddning.

## Baser, förband och fartyg
Marinen är uppdelat i fyra flottiljer över två örlogsbaser, Olavsvern vid Tromsø och Haakonsvern vid Bergen, varav den sistnämnda är högkvarter.
Ytflottiljen (Overflateflotiljen)
- Fridtjof Nansen-klass fregatt
  - KNM Fridtjof Nansen
  - KNM Roald Amundsen
  - KNM Otto Sverdrup
  - KNM Thor Heyerdahl

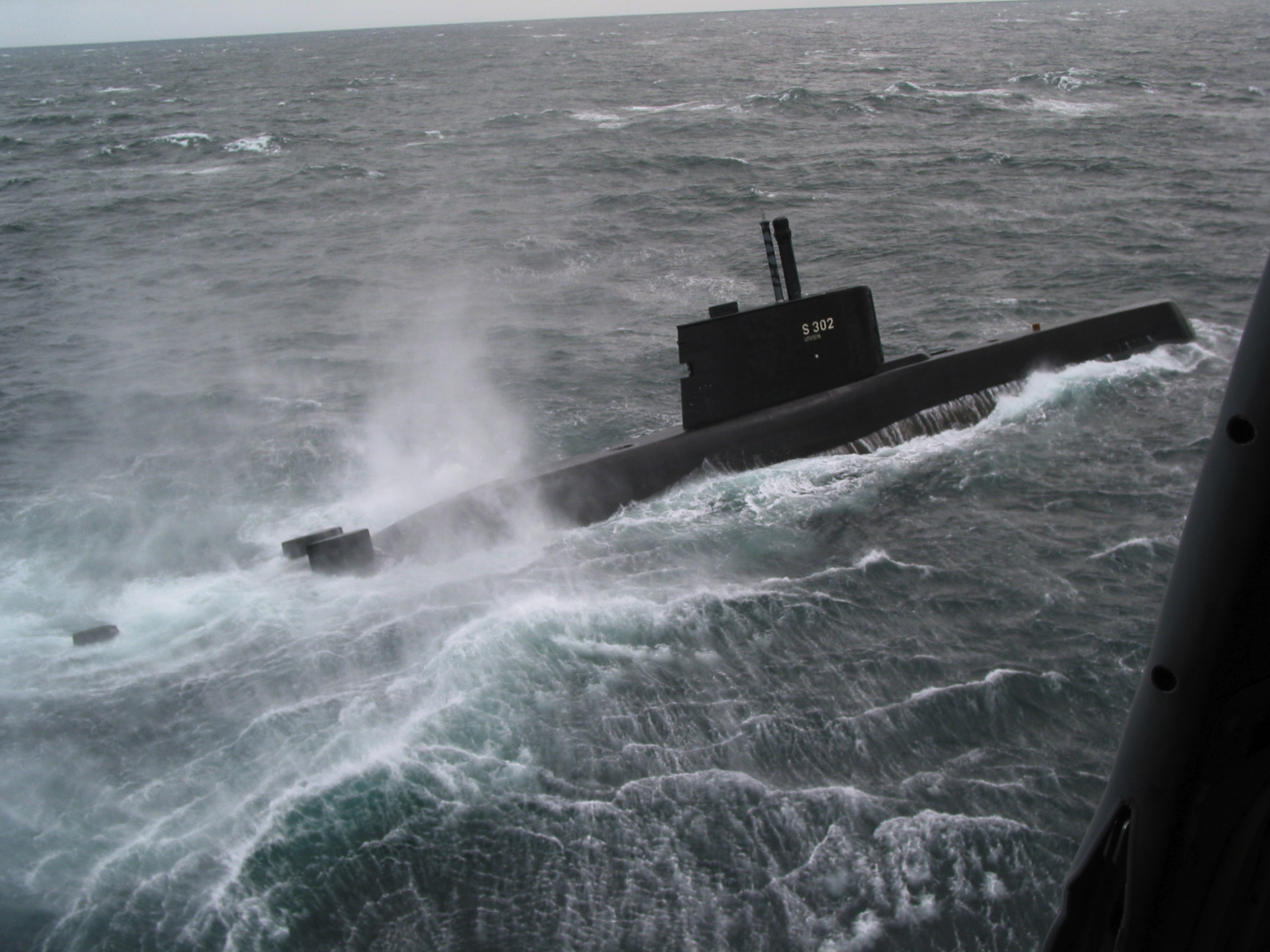
KNM Utstein (S 302)

Ubåtsflottiljen (Undervannsflotiljen)
- Ula-klass ubåt
  - KNM Ula
  - KNM Utsira
  - KNM Utstein
  - KNM Utvær
  - KNM Uthaug
  - KNM Uredd

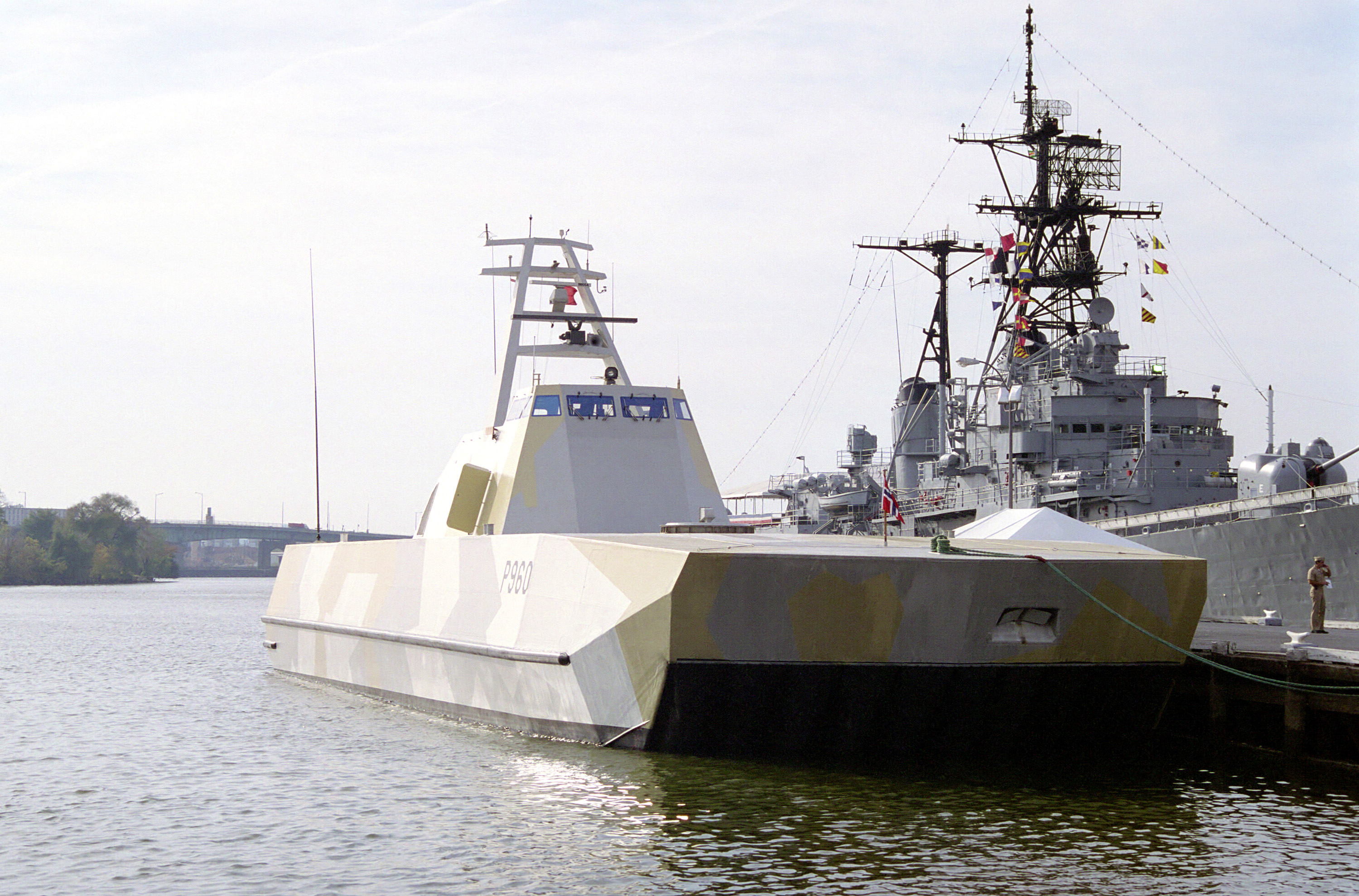
KNM Skjold (P 960)

Kuststridsflottiljen (Kyststridsflotiljen)
- Skjold-klass patrullbåt
  - KNM Skjold
  - KNM Storm
  - KNM Skudd
  - KNM Steil
  - KNM Glimt
  - KNM Gnist
- Hauk-klass patrullbåt
  - KNM Tjeld
  - KNM Stegg
  - KNM Ravn
  - KNM Geir
  - KNM Skarv
  - KNM Jo
  - KNM Falk
  - KNM Gribb
  - KNM Erle

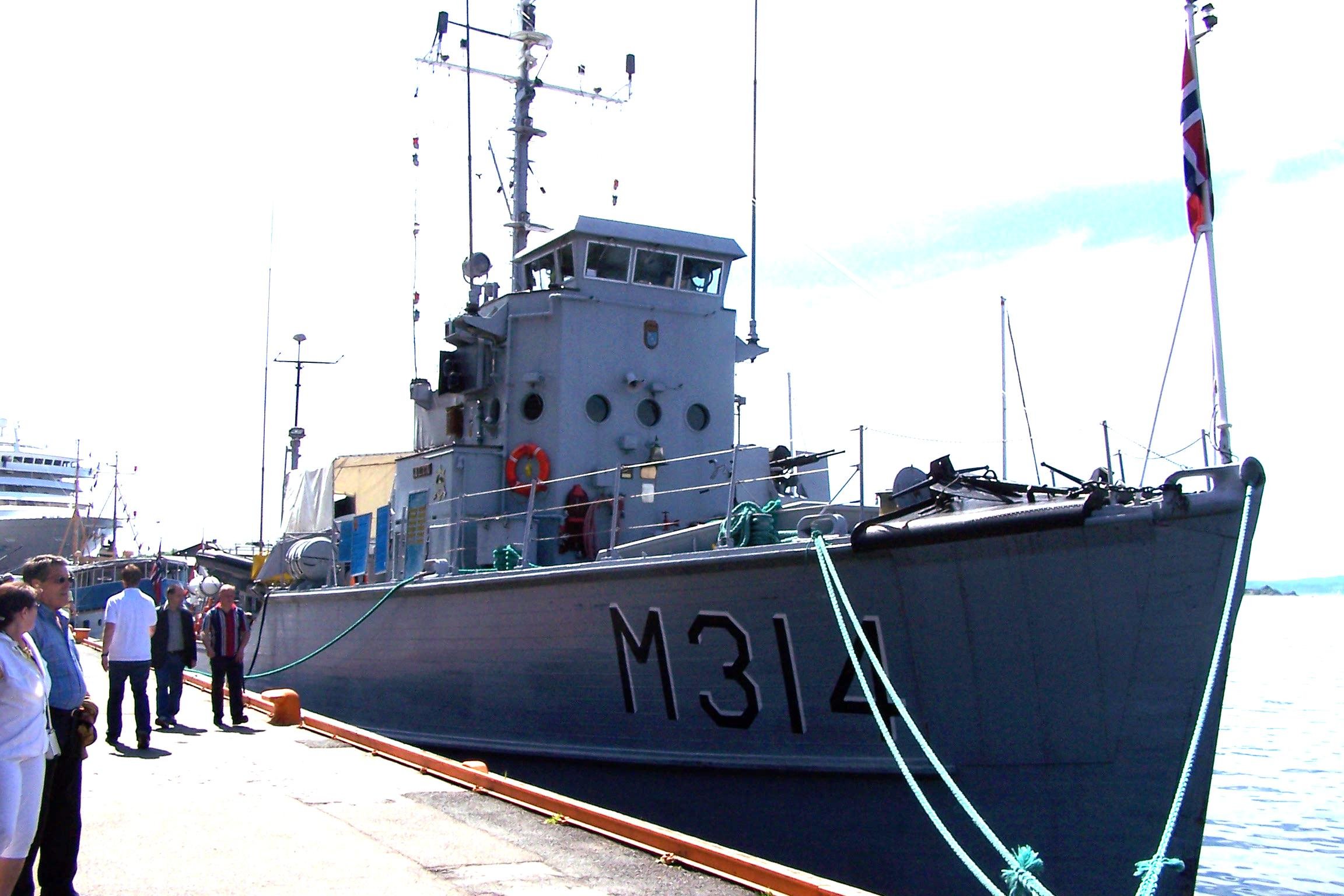
Museifartyget KNM Alta (M 314)

Minkrigsföringsflottiljen (Minekrigsflotiljen)
- Oksøy-klass minröjare
  - KNM Oksøy
  - KNM Karmøy
  - KNM Måløy
  - KNM Hinnøy
- Alta-klass minsvepare
  - KNM Alta
  - KNM Otra
  - KNM Rauma
  - KNM Orkla
  - KNM Glomma
  - KNM Tyr